# La bomba (programma radiofonico)
La bomba è un programma radiofonico italiano trasmesso da Radio Deejay dal 2002 e condotto da Vic insieme a Luciana Littizzetto e in onda ogni sabato mattina, dalle 10 a mezzogiorno, dagli studi di Torino di Radio Veronica One. In passato, fino al 2005, la trasmissione è stata condotta da Paoletta insieme alla Littizzetto. La regia della trasmissione è affidata a Franco Russo.

## La trasmissione
La trasmissione ha esordito nel palinsesto di Radio Deejay il 12 gennaio 2002, con la conduzione di Paoletta insieme a Luciana Littizzetto. Il programma è andato in onda fin da subito nella sua collocazione storica del sabato mattina, tra le 9 e mezzogiorno, ed è composto da sketch, telefonate con gli ascoltatori ma soprattutto commenti dell'attrice comica relativi alle notizie più divertenti della settimana, moderata dal conduttore che funge quindi da spalla.
Altro appuntamento fisso delle prime edizioni della trasmissione erano i brevi e divertenti episodi registrati di vita quotidiana di una coppia, interpretata dalla Littizzetto e dall'attore torinese Beppe Tosco.
Nel 2005, in seguito all'abbandono di Radio Deejay da parte di Paoletta, il ruolo di voce principale e spalla è stato affidato a Vic. In quel periodo, eccezionalmente, la trasmissione è andata in onda in versione quotidiana, dal lunedì al venerdì alle 9 del mattino.
Attualmente il programma è in onda dalle 10 alle 12 ogni sabato mattina.

## Controversie
Il 25 Maggio 2019 il consigliere regionale del Piemonte di Fratelli d'Italia Roberto Rosso ha minacciato Luciana Littizzetto di querela, a causa della satira riguardo al manifesto elettorale delle regionali.